# Cycloscala echinaticosta
Cycloscala echinaticosta is een slakkensoort uit de familie van de Epitoniidae. De wetenschappelijke naam van de soort is voor het eerst geldig gepubliceerd in 1842 door d’Orbigny.